# Lille lorden
Lille Lorden (originaltitel: Little Lord Fauntleroy) är den brittisk-amerikanska författaren Frances Hodgson Burnetts första barnbok. Den gavs först ut som följetong i St. Nicholas Magazine mellan november 1885 och oktober 1886, och gavs sedan ut 1886 som bok av förlaget Scribners (som också gav ut tidskriften St. Nicholas). Illustrationerna av Reginald B. Birch skapade ett barnmode medan romanen skapade ett prejudikat inom amerikansk copyright-lagstiftning när Burnett 1888 vann en rättstvist om rättigheterna till teateruppsättningar av verket.

## Handling
I ett hus på en skabbig bakgatan i 1880-talets New York lever den unge Cedric Errol tillsammans med sin mor, endast känd som "Käraste" ("Dearest"). De tillhörde en gång societeten men lever idag i fattigdom efter fadern, kapten Cedric Errols, död. En dag kommer den engelska advokaten Havisham för att överlämna ett meddelande från den unge Cedrics farfar, earlen av Dorincourt – en omedgörlig miljonär som föraktar USA och som blev mycket besviken när yngsta sonen gifte sig med en amerikanska. Då faderns äldre bröder också är döda blir det Cedric som får ärva titeln Lord Fauntleroy, Earl-värdigheten och en stor egendom.
Cedrics farfar vill att han ska bo i England och fostras till engelsk aristokrat. Han erbjuder änkan ett hus och garanterad inkomst men vägrar att ha något med henne att göra, även efter att hon avstått från några pengar. Den gamle earlen blir dock imponerad av sitt amerikanska barnbarns sätt och intelligens, och charmas av hans oskyldiga natur. Cedric tror att farfadern är en hedersman och välgörare, och earlen mäktar inte att göra honom besviken. Earlen hjälper därför sina hyresgäster men låter låta dem tro att det är Lord Fauntleroy som är välgöraren.
Under tiden i New York berättar den hemlösa skoputsaren Dick Tipton för Cedrics gamla vän specerihandlaren Mr. Hobbs, att Dicks äldre bror Benjamin gifte sig med en fruktansvärd kvinna som gjorde sig av med deras enda gemensamma barn direkt efter födseln för att sedan gav sig av. Den äldre brodern Benjamin flyttade därefter till Kalifornien för att starta en boskapsfarm medan Dick hamnade på gatan. Samtidigt dyker det upp en sliten ung man som gör anspråk på Cedrics arv i England, och vars mor hävdar att han är avkomman till earlens äldste son, Bevis. För att undersöka detta reser Dick och Benjamin till England och känner där igen kvinnan som Benjamins tidigare fru. Kvinna flyr varpå Benjamin reser tillbaka till boskapsranchen i Kalifornien tillsammans med sin son som han där uppfostrar själv. Earlen försonas med sin amerikanska svärdotter och inser att hon är klart överlägsen bedragerskan.
Earlen ville lära sitt barnbarn att bli aristokrat men istället lärde Cedric sin farfar att en aristokrat borde visa medkänsla med dem som är beroende av honom. Earlen blir till slut den person som Cedric i sin oskuld alltid trodde att han var. Cedric återförenas med sin mamma och Mr. Hobbs bestämmer sig för att stanna och hjälpa till med Cedric.

## Påverkan på modet

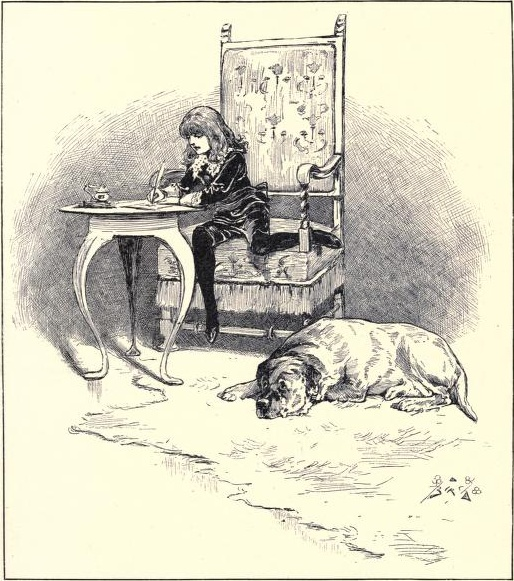
llustration av Reginald Bathurst Birch från 1886.

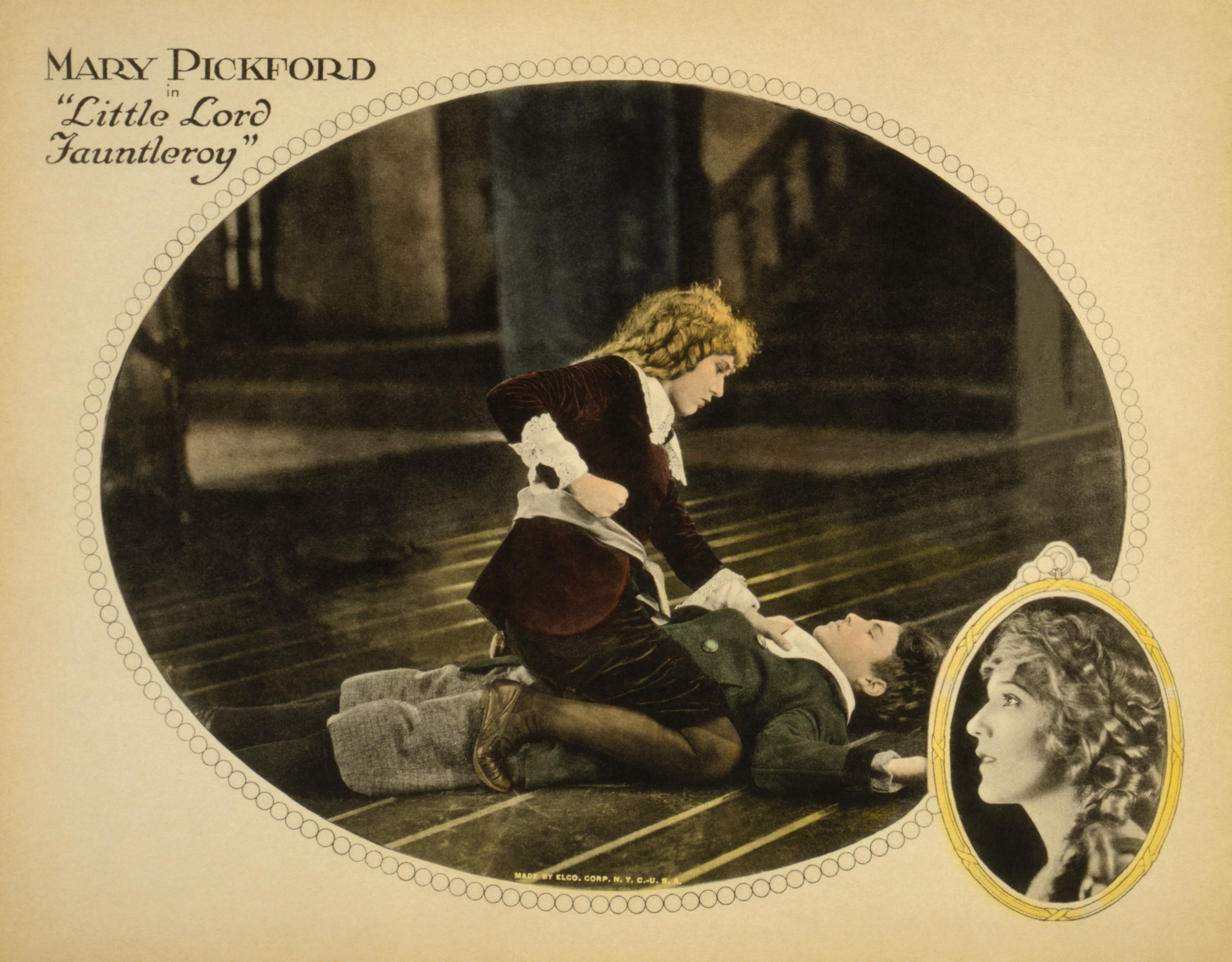
Reklambild från 1921 för filmatiseringen med Mary Pickford.

Fauntleroykostymen ("The Fauntleroy suit") som beskrevs så väl av Burnett och illustrerades i Reginald Birchs detaljerade pennteckningar, skapade en trend bland amerikansk medelklass att klä sina barn i formella kläder.
| ”                                                      | ...en smidig, barnslig gestalt i svart sammetsdräkt och spetskrage, och en krans av ljusa lockar, som omgav ett vackert, allvarligt litet ansikte" | „ |
| – ur svenska översättning Lille Lorden, Bonniers 1888. | |   |

Modet förekom i Europa men var framförallt populärt i Amerika. Den klassiska Fauntleroykostymen innebar bonjour i sammet med matchande knälånga byxor som bars tillsammans med kråsskjorta och stor spets- eller kråskrage. Denna kostym dyker up snart efter publiceringen 1885 och blev ett stort mode bland pojkar som fortlevde in på 1900-talet. Många pojkar som inte hade hela kostymen bar delar av den, som utstuderade skjortor och stora mjuka flugor. Vissa pojkar bar även korkskruvslockar. Modet förekom främst hos pojkar i åldern 3–8 år, men även äldre pojkar kunde bära dessa kläder.
Fauntleroykostymen fick en efterföljare i Buster Browns kostym, den så kallade The Buster Brown suit, som blev populär i början av 1900-talet.

## Mottagande
Författaren Polly Horvath beskriver Lille Lorden "som sin tids Harry Potter och Frances Hodgson Burnett blev en lika stor kändis som J. K. Rowling." När serien gick i St. Nicholas blev berättelsen mycket omtalad och folk längtade efter nästa nummer. Boken skapade ett mode och sammetskostymer och andra Fauntleroyvaror som stora kragar blev mycket populära, tillsammans med spelkort och choklad med motiv från romanen.

## Teater, film, tv och radio

### Teater

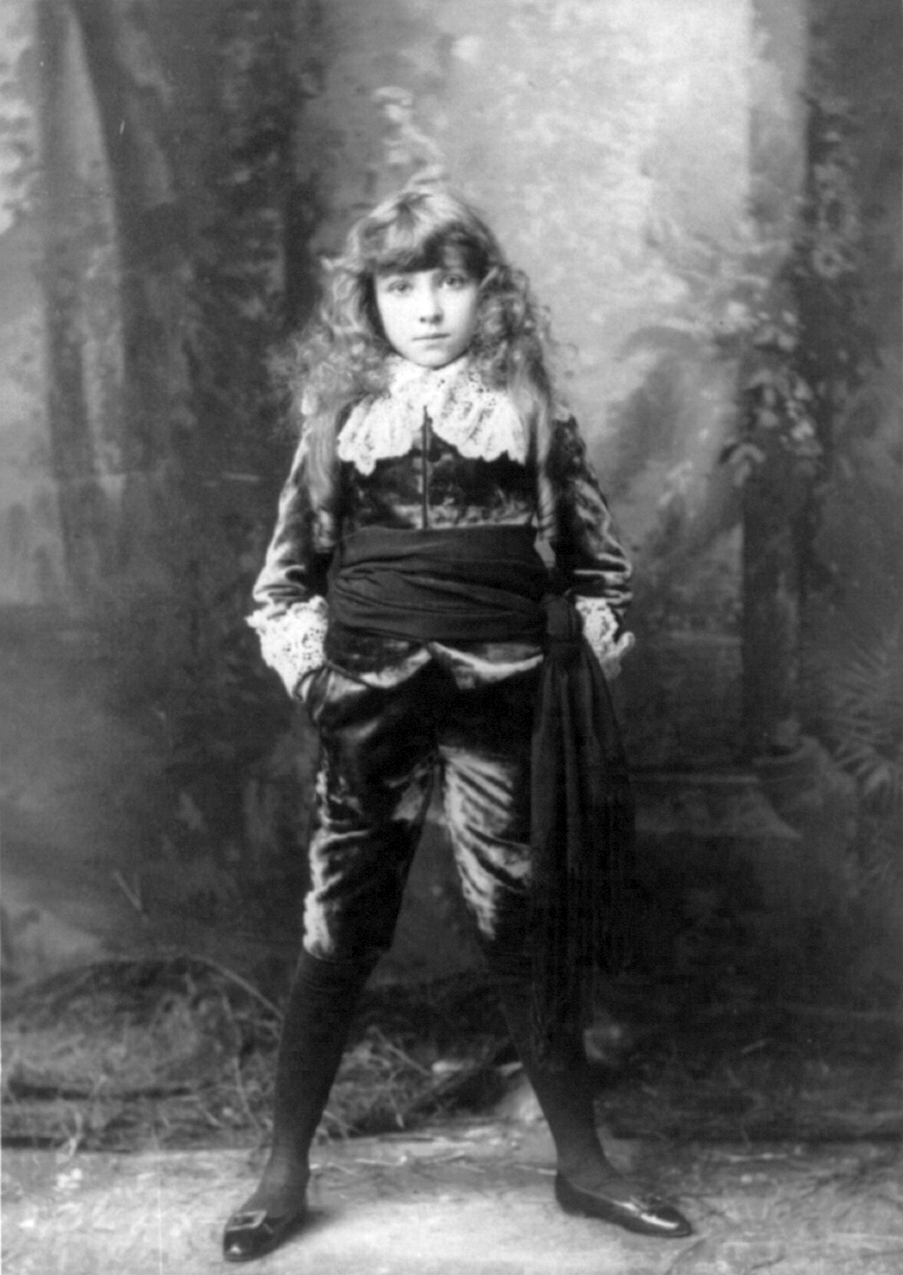
Elsie Leslie i rollen som Cedric i Broadwayföreställningen av Little Lord Fauntleroy, 1888.

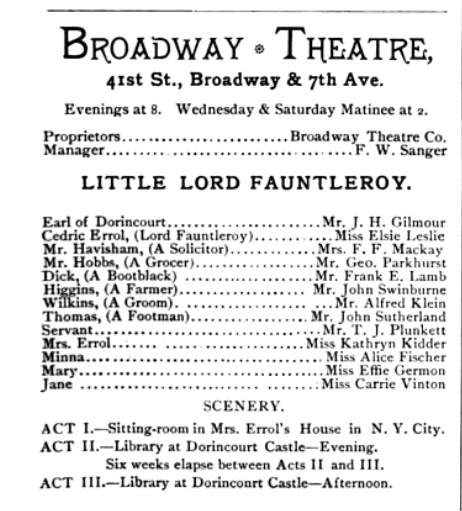
Broadwayuppsättningen listad i The Theatre.

År 1888, efter att ha upptäckt att hennes roman plagierats för en teateruppsättning, lyckades Burnett stämma pjäsförfattaren E. V. Seebohm över rättigheterna till teateruppsättningar och sedan skriva en egen teaterversion av romanen. Den hade premiär den 14 maj 1888, på Terry's Theatre i London, och turnerade sedan runt i England, Frankrike, Boston och New York.
På Broadway hade den premiär den 10 december 1888 på Broadway Theatre i New York.

År 1994 var det premiär för en version av pjäsen på en australiensisk utomhusteater skriven av Julia Britton och regisserad av Robert Chuter, framförd i den historiska trädgården vid egendomen Rippon Lea i Victoria och som tillhör National Trust of Australia.

### Film och television

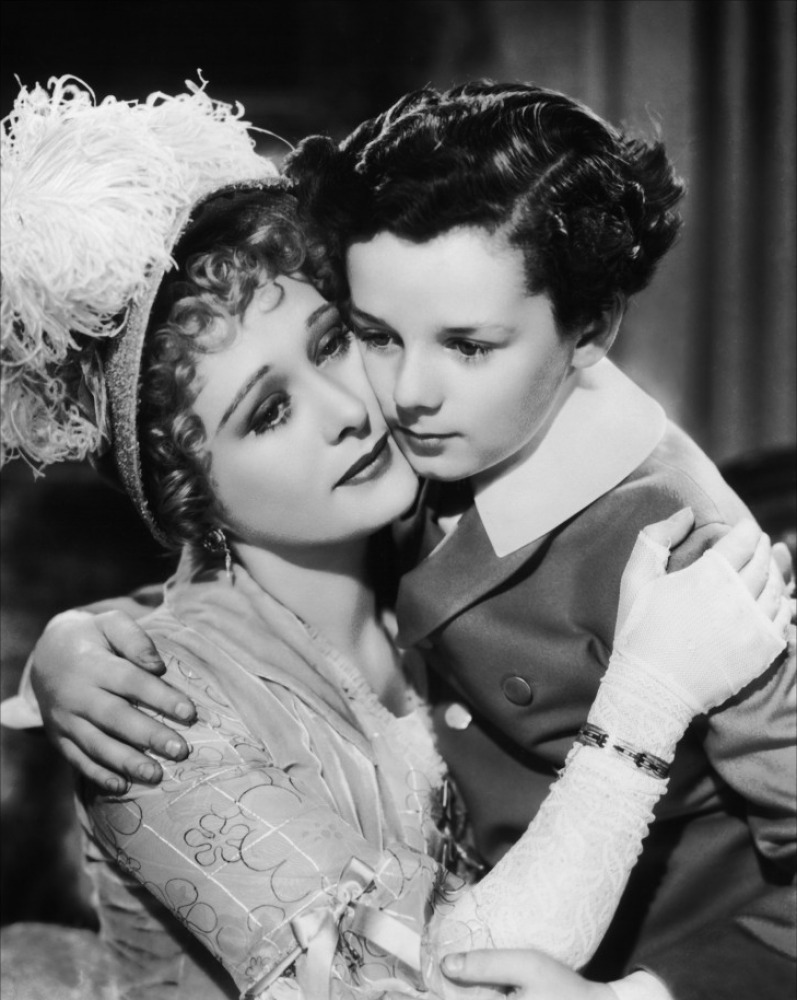
Dolores Costello och Freddie Bartholomew i filmen Little Lord Fauntleroy, från 1936.

- Little Lord Fauntleroy, 1914 – brittisk stumfilm regisserad av F. Martin Thornton och en av de sista att filmas i Kinemacolor.[12]
- Little Lord Fauntleroy (A Kis Lord), 1918 – ungersk stumfilm regisserad av Alexander Antalffy[13]
- Little Lord Fauntleroy, 1921 – amerikansk stumfilm regisserad av Alfred E. Green och Jack Pickford men Mary Pickford i rollen som både Cedric och Dearest.[14]
- L'ultimo Lord, 1926 – italiensk stumfilm regisserad av Augusto Genina och baserad på den komiska romanen med samma namn av Ugo Falena och som fritt baseras på Little Lord Fautleroy.[15]
- Little Lord Fauntleroy ("Lille lorden"), 1936  – den mest välkända filmversionen av romanen, regisserad av John Cromwell, med Freddie Bartholomew  i rollen som Cedric; C. Aubrey Smith som The Earl; Dolores Costello som Dearest; Henry Stephenson som Mr. Havisham; Guy Kibbee som Mr. Hobbs och Mickey Rooney som Dick.[16]
- Il ventesimo duca, 1945 – italiensk film regisserad av Lucio De Caro baserad på romanen L'ultimo Lord.[17]
- O Pequeno Lorde, 1957 – brasiliansk tv-film regisserad av Júlio Gouveia och Antonino Seabra.
- Little Lord Fauntleroy, 1957 – amerikansk tv-serie med Richard O'Sullivan som Cedric.[18]
- Il piccolo Lord, 1960 – italiensk tv-serie visad på RAI, regisserad av Vittorio Brignole.[19]
- Der kleine Lord, 1962 – västtysk tv-film visad på Bayerischer Rundfunk (BR), regisserad av Franz Josef Wild, med bland annat Sigfrit Steiner i rollen som  Mr. Havisham och Eric Pohlmann som Mr. Hobbs.[20]
- Lille Lord Fauntleroy, 1966) – norsk tv-film regisserad av Alfred Solaas, med Gøsta Hagenlund som Cedric.[21]
- Il Piccolo Lord, 1971 – italiensk tv-film regisserad av Luciano Emmer.
- Little Lord Fauntleroy, 1976 – BBC-producerad tv-serie regisserad av Paul Annett.[22]
- Little Lord Fauntleroy, 1980 – en populariserad version regisserad av Jack Gold med Ricky Schroder som Cedric, Alec Guinness som The Earl, Connie Booth som Dearest, Eric Porter som Mr. Havisham, Colin Blakely som Mr. Hobbs och Rolf Saxon som Dick.[23] Denna film har blivit en julfilmsklassiker i Tyskland.[24]
- The Adventures of Little Lord Fauntleroy, 1982 – tv-film regisserad av Desmond Davis, med  Jerry Supiran som Cedric och John Mills som The Earl.[25]
- Shōkōshi Cedie (小公子セディ) ("Lille prins Cedie"), 1988 – japansk animeserie regisserad av Kōzō Kusuba, med 43 stycken 20–25-minutersavsnitt. Serien har översatts till många språk, däribland franska, tyska, italienska, spanska, holländska, polska och arabiska.
- Il Piccolo Lord/Der kleine Lord, 1994 – italiensk/tysk tv-samproduktion  visad på RAI och ARD, regisserad av Gianfranco Albano, med Francesco De Pasquale som Cedric och Mario Adorf som The Earl.[26]
- Little Lord Fauntleroy, 1995 – BBC-producerad tv-serieversion av Julian Fellowes, regisserad av Andrew Morgan med Michael Benz som Cedric och George Baker som The Earl.
- Cedie: Ang Munting Prinsipe, 1996 – filippinsk filmversion, regisserad av Romy Suzara.
- Radosti i pechali malenʹkogo lorda, 2003 – rysk film regisserad av Ivan Popov.
- Die kleine Lady, 2012 – österrikisk tv-filmsverion visad på ZDF, regisserad av Gernot Roll, med Philippa Schöne i rollen som den lilla grevinnan.[27]

### Radio
1955 sände norska NRK en radioteaterföljetong baserad på boken.